# Ngadiwarno
Ngadiwarno is een bestuurslaag in het regentschap Kendal van de provincie Midden-Java, Indonesië. Ngadiwarno telt 4518 inwoners (volkstelling 2010).